# Krabben
Die Krabben (Brachyura) – auch Echte Krabben oder Kurzschwanzkrebse – sind mit ca. 6.800 Arten die größte Infraordnung der Ordnung Zehnfußkrebse (Decapoda). Die meisten Krabbenarten leben im Meer, einige aber auch im Süßwasser (siehe Süßwasserkrabbe) oder an Land. Krabben haben einen zu einer kurzen Schwanzplatte umgebildeten Hinterleib (Pleon), der umgeklappt unter dem Kopfbruststück (Cephalothorax) liegt – der Zwischenraum dient bei den Weibchen als Brutraum.
Die männlichen Begattungsorgane (Gonopoden) der Krabben leiten sich von doppelästigen Spaltfüßen ab, wobei letztere sich bei den Weibchen noch als Pleopoden finden (diese werden bei der Brutpflege eingesetzt und können hunderttausende Eier tragen). Bei den Männchen sind Pleopoden rückgebildet oder ganz verschwunden. Nur die beiden ersten Pleopodenpaare sind regelmäßig als Gonopoden erhalten: Das erste Paar ist röhrenartig, das zweite meist fadenförmig und in der Röhre des ersten gelegen, vermutlich nach einem Kolben-Pumpen-Prinzip. Das erste Beinpaar des Rumpfes ist zu großen Scheren umgebildet, die Augen sitzen auf Stielen. Krabben können bemerkenswert schnell seitwärts laufen („Krebsgang“).
Einige Krabbenarten gelten als Delikatesse, vor allem Taschenkrebse, Tiefseekrabben und die Japanischen Riesenkrabben.
Auch diverse andere Krebsarten haben einen krabbenähnlichen Körperbau und werden dementsprechend so genannt, insbesondere die Familie der Stein- und Königskrabben. So werden in Norddeutschland, im Gegensatz zur zoologischen Gepflogenheit, auch Garnelen als „Krabben“ bezeichnet (siehe Krabbenfischerei). In der Küchensprache sind mit Krabben üblicherweise Garnelen – speziell Nordseegarnelen (siehe Nordseekrabbe) – gemeint.

## Systematik

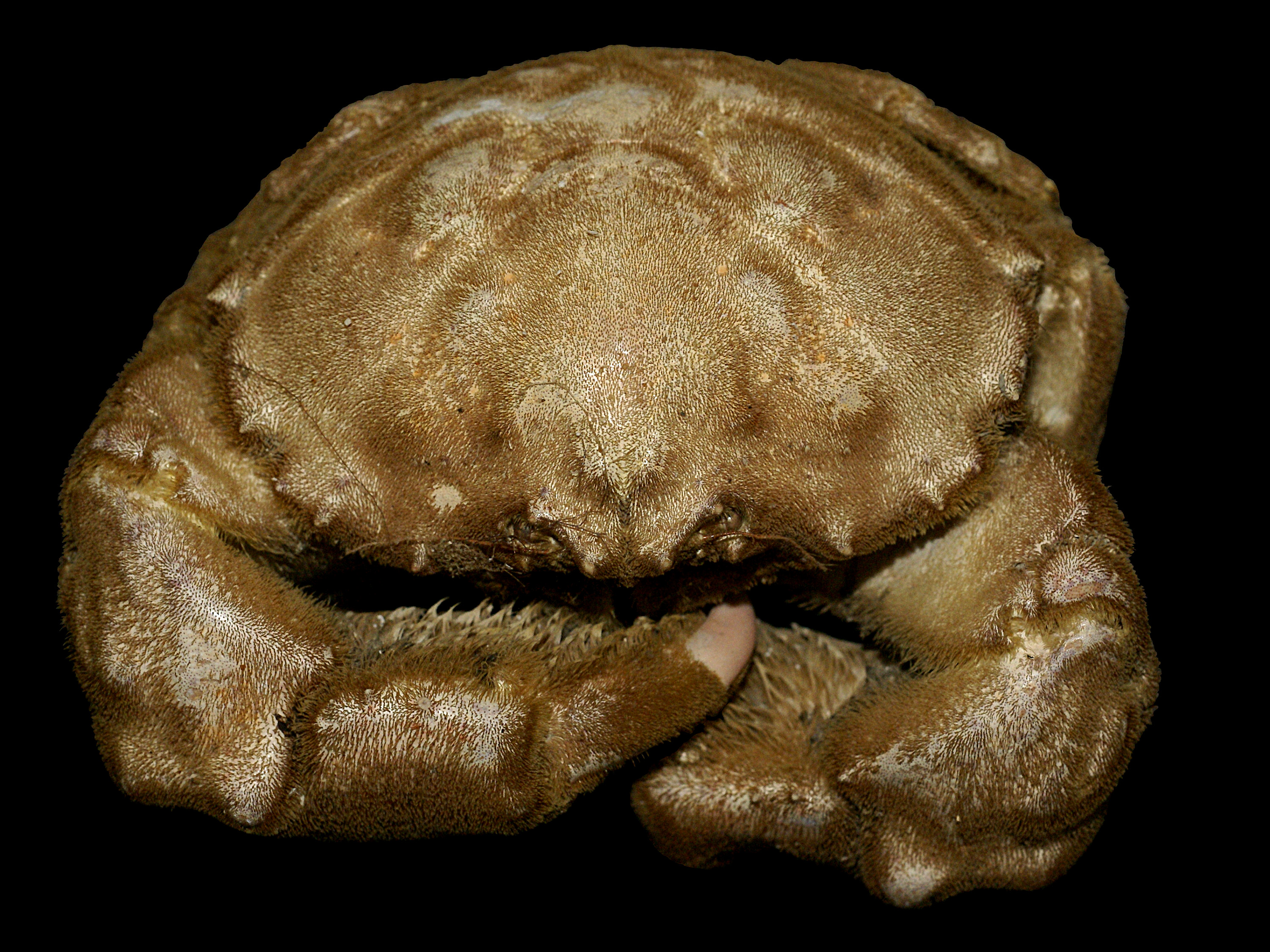
Dromia personata

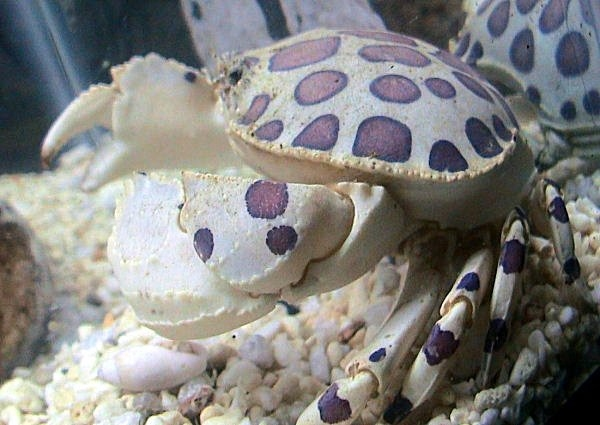
Hepatus epheliticus

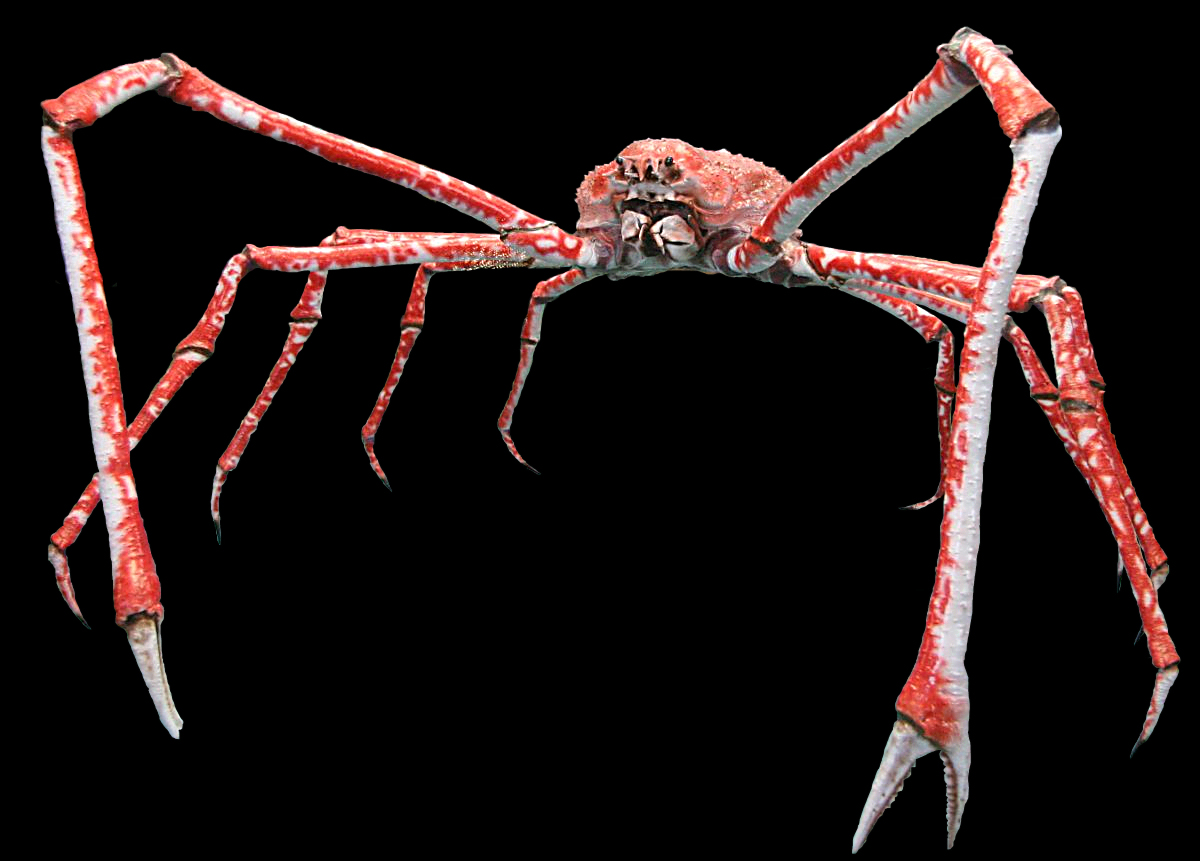
Japanische Riesenkrabbe (Macrocheira kaempferi)

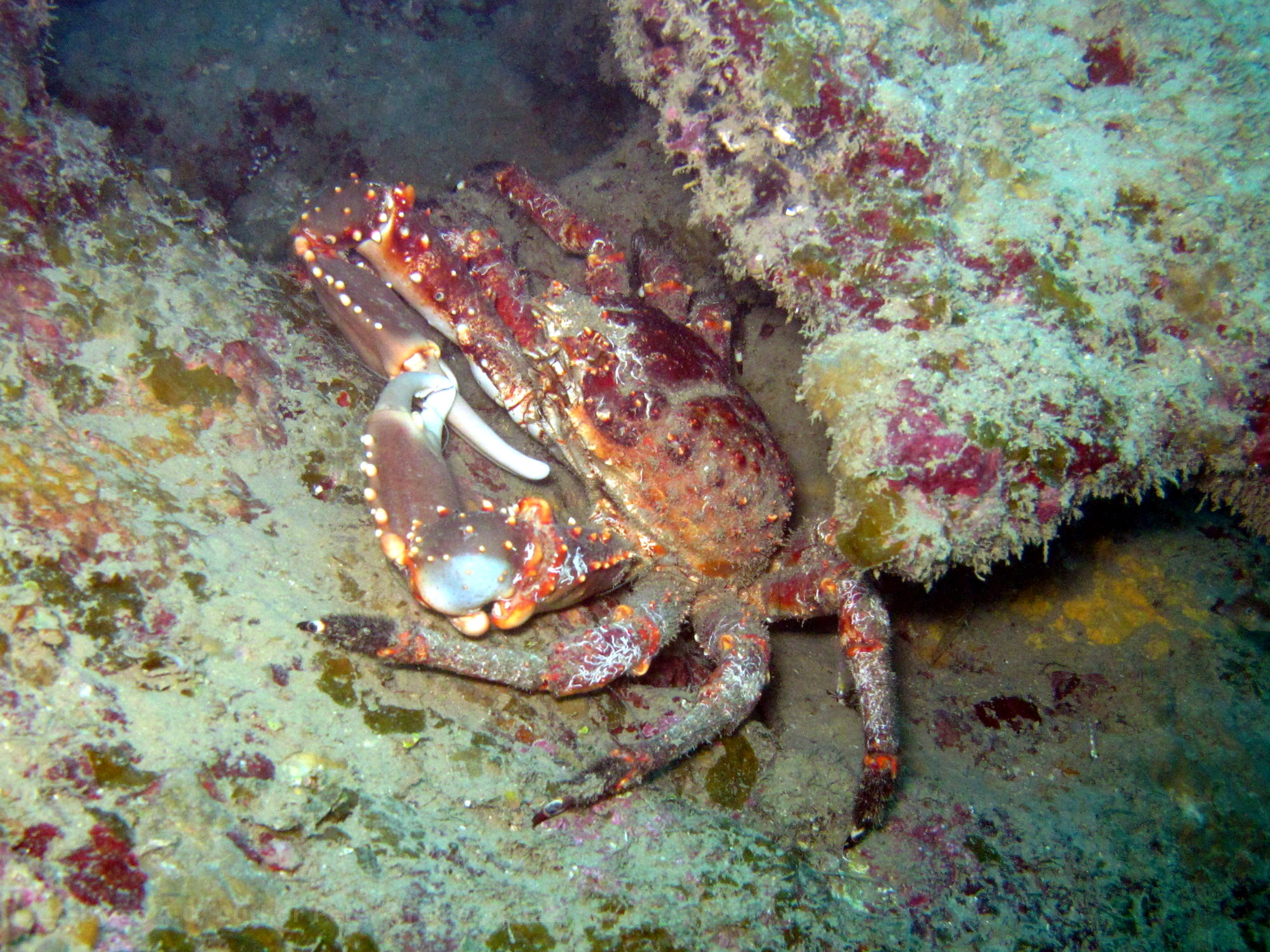
Stachlige Spinnenkrabbe (Maguimithrax spinosissimus)

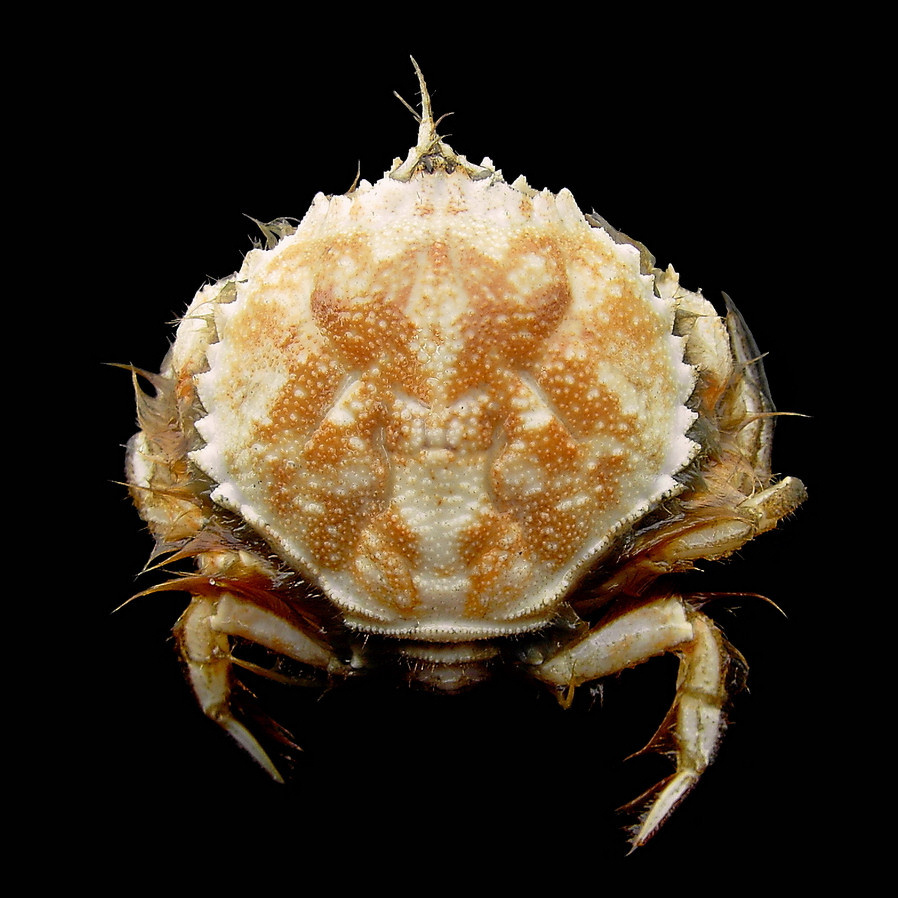
Atelecyclus rotundatus

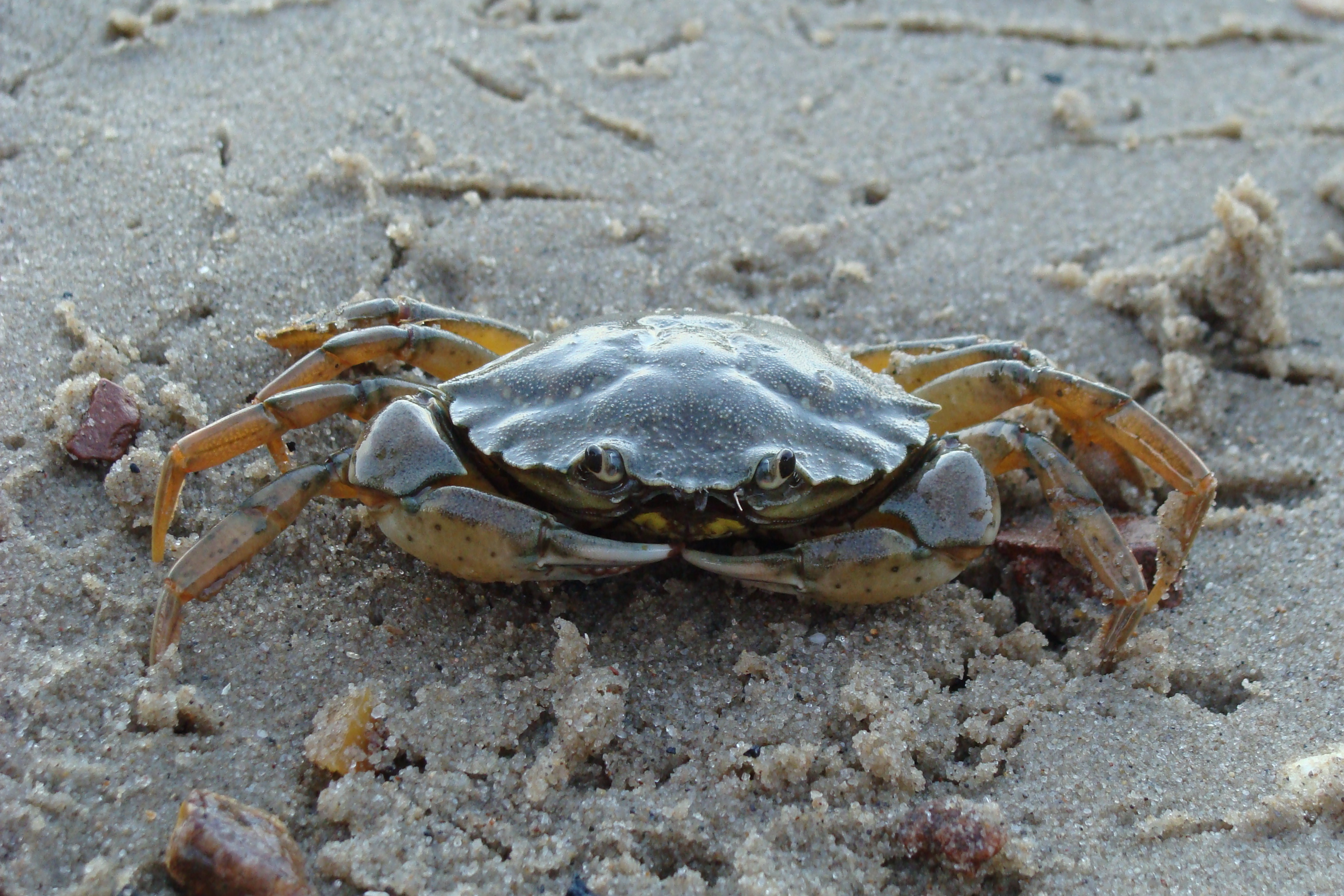
Gemeine Strandkrabbe (Carcinus maenas)

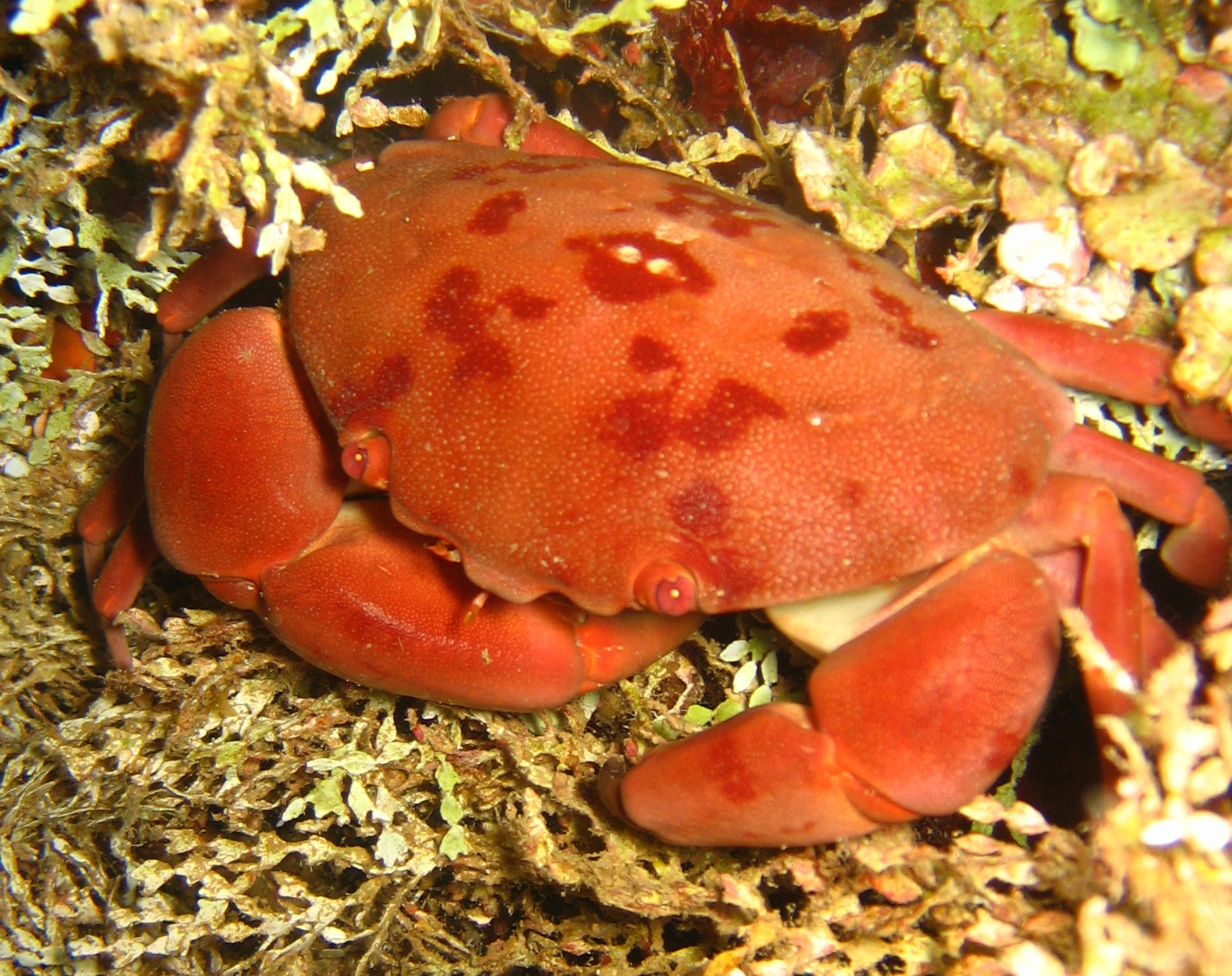
Atergatis subdentatus

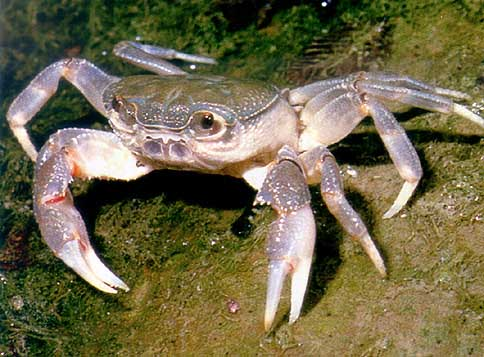
Potamon fluviatile

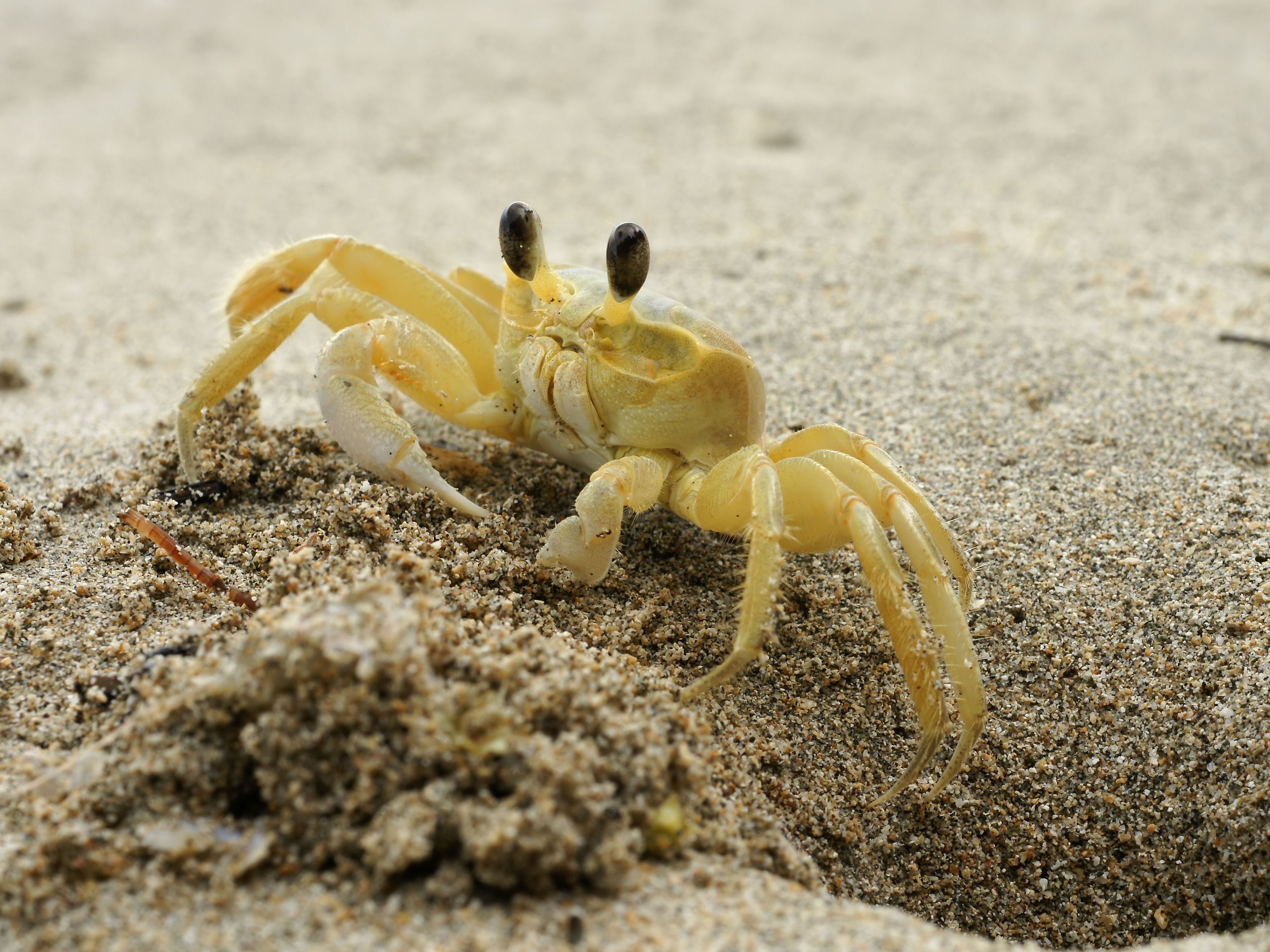
Westatlantische Reiterkrabbe (Ocypode quadrata)

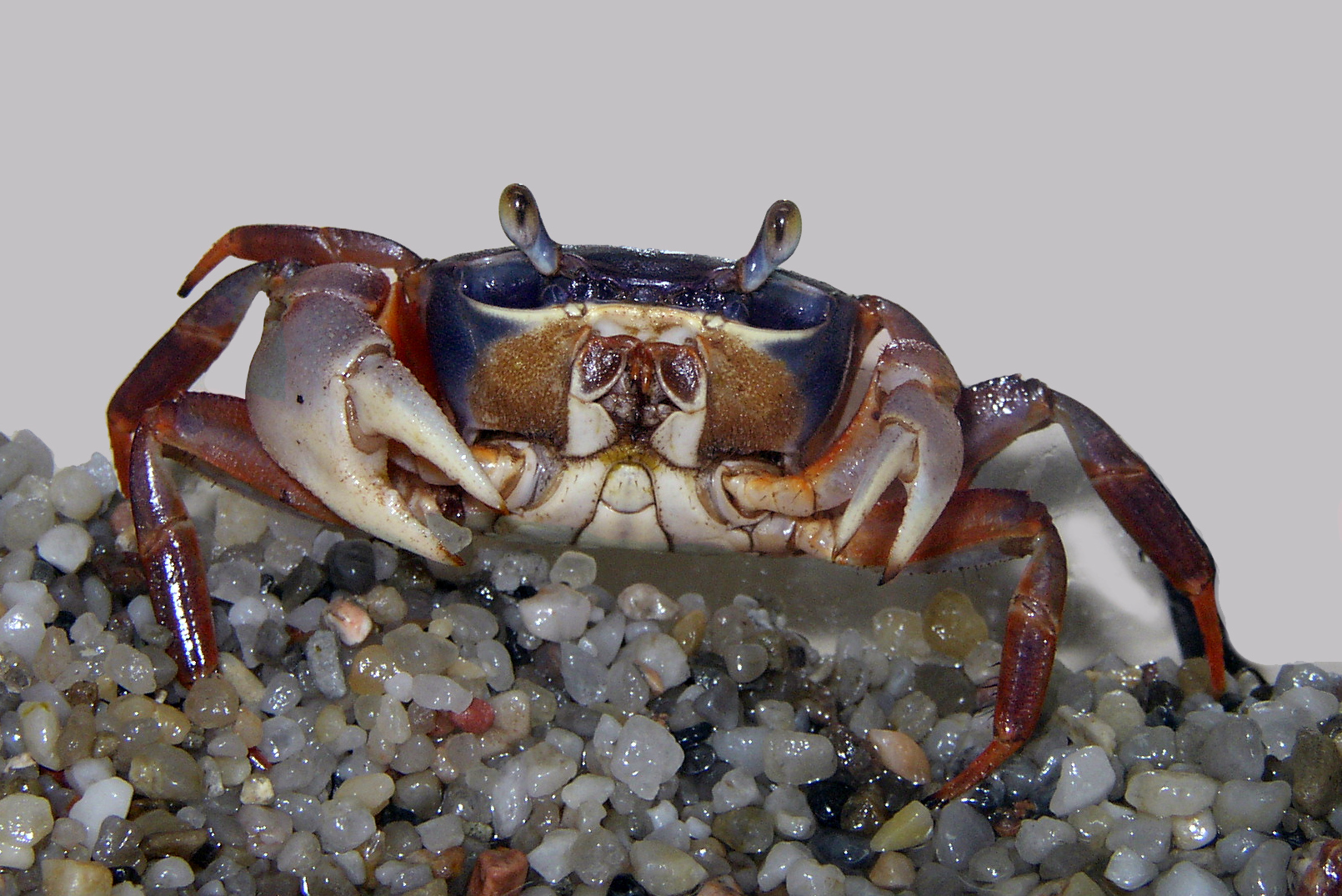
Harlekinkrabbe
(Cardisoma armatum)

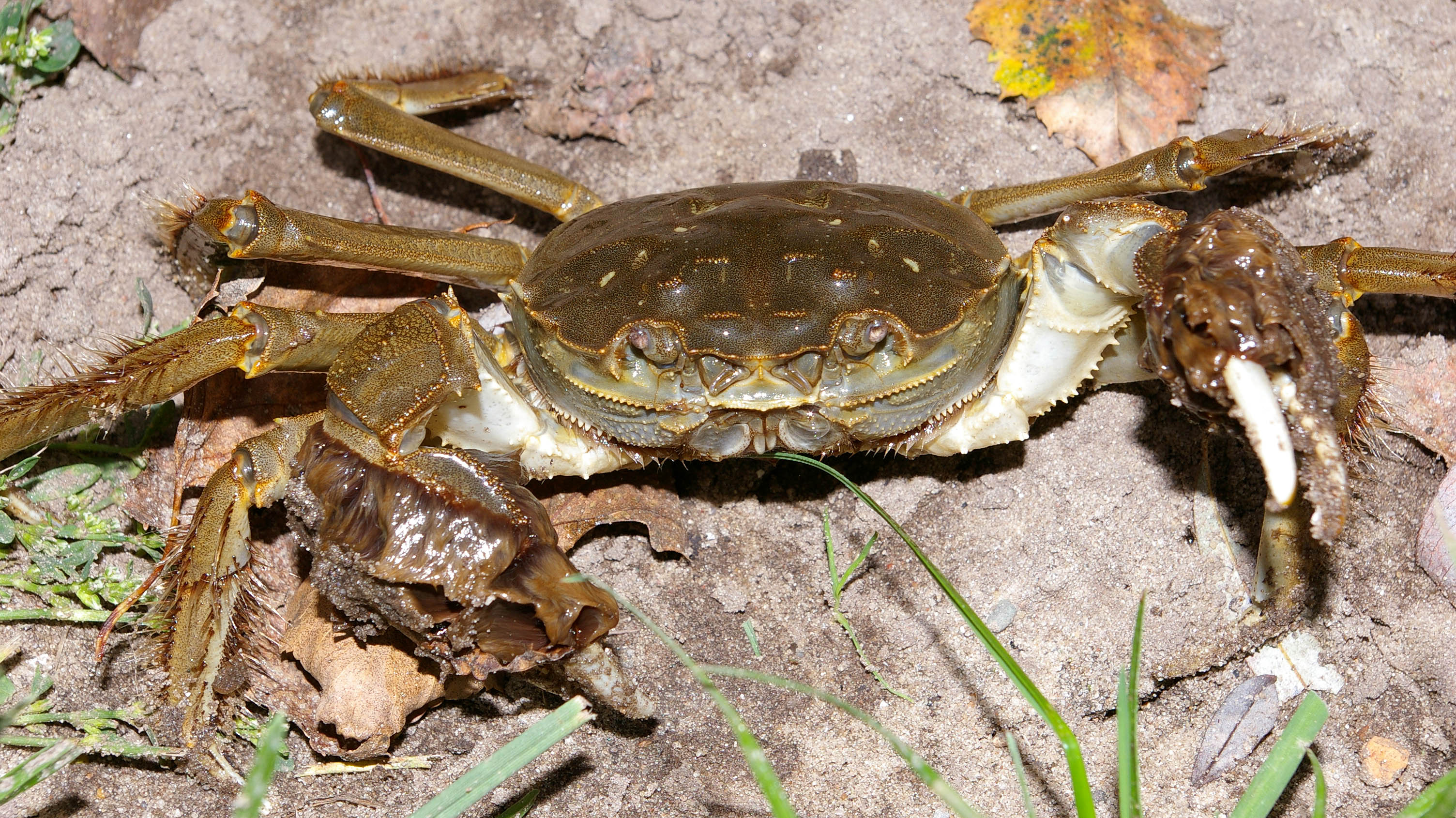
Chinesische Wollhandkrabbe
(Eriocheir sinensis)

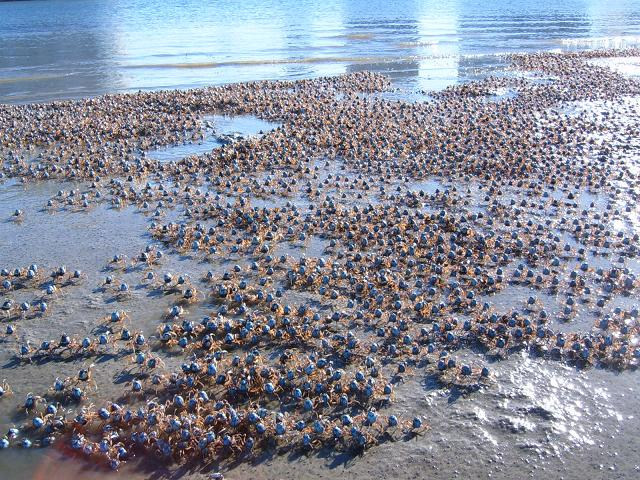
Blaue Soldatenkrabben
(Mictyris longicarpus)

Die Familien der Krabben:

### Basale Gruppen der Krabben
Lange Zeit wurden die Krabben mit ursprünglichen Merkmalen als Podotremata zusammengefasst. Es konnten aber keine gemeinsamen Merkmale (Synapomorphien) gefunden werden, die die Gruppe eindeutig von anderen Taxa der Krebstiere abgrenzen würden. Daher werden die Podotremata derzeit als paraphyletisch angesehen und nicht mehr als gesamte Gruppe den Eubrachyura gegenübergestellt. Hingegen werden vier rezente monophyletische Gruppen als eigenständige Sektionen geführt.
- Sektion Cyclodorippoida
  - Überfamilie Cyclodorippoidea (Ortmann, 1892)
    - Cyclodorippidae Ortmann, 1892
    - Cymonomidae Bouvier, 1897
    - Phyllotymolinidae Tavares, 1998
    - Quadratoplanidae Franţescu, 2014 †
- Sektion Dromiacea
  - Überfamilie Dromioidea de Haan, 1833
    - Basinotopidae Karasawa, Schweitzer & Feldmann, 2011 †
    - Diaulacidae Wright & Collins, 1972 †
    - Schwammkrabben (Dromiidae de Haan, 1833)
    - Dynomenidae Ortmann, 1892
    - Sphaerodromiidae Guinot & Tavares, 2003
    - Xandarocarcinidae Karasawa, Schweitzer & Feldmann, 2011 †

  - Überfamilie Homolodromioidea (Alcock, 1900)
    - Bucculentidae Schweitzer & Feldmann, 2009 †
    - Goniodromitidae Beurlen, 1932 †
    - Homolodromiidae Alcock, 1900
    - Jurellanidae Klompmaker & Robins in Robins & Klompmaker, 2019 †
    - Longodromitidae Schweitzer & Feldmann, 2009 †
    - Prosopidae von Meyer, 1860 †
    - Tanidromitidae Schweitzer & Feldmann, 2008 †

  - Überfamilie Glaessneropsoidea Patrulius, 1959 †
    - Glaessneropsidae Patrulius, 1959 †
    - Lecythocaridae Schweitzer & Feldmann, 2009 †
    - Nodoprosopidae Schweitzer & Feldmann, 2001 †
    - Viaiidae Artal, Van Bakel, Fraaije, Jagt & Klompmaker, 2012 †

  - Überfamilie Konidromitoidea Schweitzer & Feldmann, 2010 †
    - Konidromitidae Schweitzer & Feldmann, 2010 †
- Sektion Homoloida
  - Überfamilie Homoloidea de Haan, 1839
    - Homolidae de Haan, 1839
    - Latreilliidae Stimpson, 1858
    - Mithracitidae Števčić, 2005 †
    - Poupiniidae Guinot, 1991
    - Tithonohomolidae Feldmann & Schweitzer, 2009 †
- Sektion Raninoida
  - Überfamilie Necrocarcinoidea Förster, 1968 †
    - Camarocarcinidae Feldmann, Li & Schweitzer, 2007 †
    - Cenomanocarcinidae Guinot, Vega & Van Bakel, 2008 †
    - Moravocarcinidae Van Bakel, Fraaije, Jagt & Skupien, 2020 †
    - Necrocarcinidae Förster, 1968 †
    - Orithopsidae Schweitzer, Feldmann, Fam, Hessin, Hetrick, Nyborg & Ross, 2003 †
    - Paranecrocarcinidae Fraaije, Van Bakel & Jagt & Artal, 2008 †

  - Überfamilie Palaeocorystoidea Lőrenthey in Lőrenthey & Beurlen, 1929 †
    - Palaeocorystidae Lőrenthey in Lőrenthey & Beurlen, 1929 †

  - Überfamilie Raninoidea de Haan, 1839
    - Lyreididae Guinot, 1993
    - Raninidae de Haan, 1839

### Eubrachyura
- Sektion Eubrachyura de Saint Laurent, 1980
  - Untersektion Heterotremata Guinot, 1977
    - Überfamilie Aethroidea Dana, 1851
      - Aethridae Dana, 1851

    - Überfamilie Bellioidea Dana, 1852
      - Belliidae Dana, 1852
      - Heteroziidae Števčić, 2005

    - Überfamilie Bythograeoidea Williams, 1980
      - Bythograeidae Williams, 1980

    - Überfamilie Calappoidea De Haan, 1833
      - Boxerkrabben (Calappidae De Haan, 1833)
      - Mondkrabben (Matutidae De Haan, 1835)

    - Überfamilie Cancroidea Milne Edwards, 1833
      - Atelecyclidae Ortmann, 1893
      - Taschenkrebse, Felsenkrabben (Cancridae Latreille, 1802)

    - Überfamilie Carpilioidea Ortmann, 1893
      - Arabicarcinidae Schweitzer & Feldmann, 2017 †
      - Carpiliidae Ortmann, 1893
      - Palaeoxanthopsidae Schweitzer, 2003 †
      - Tumidocarcinidae Schweitzer, 2005 †
      - Zanthopsidae Vía Boada, 1959 †

    - Überfamilie Cheiragonoidea Ortmann, 1893
      - Cheiragonidae Ortmann, 1893

    - Überfamilie Componocancroidea Feldmann, Schweitzer & Green, 2008 †
      - Componocancridae Feldmann, Schweitzer & Green, 2008 †

    - Überfamilie Corystoidea Samouelle, 1819
      - Corystidae Samouelle, 1819

    - Überfamilie Dairoidea Serène, 1965
      - Dacryopilumnidae Serène, 1984
      - Dairidae Ng & Rodríguez, 1986

    - Überfamilie Dorippoidea (MacLeay, 1838)
      - Dorippidae MacLeay, 1838
      - Ethusidae Guinot, 1977
      - Goniochelidae Schweitzer & Feldmann, 2011 †
      - Telamonocarcinidae Larghi, 2004 †
      - Tepexicarcinidae Luque, 2015 †

    - Überfamilie Eriphioidea MacLeay, 1838
      - Dairoididae Števčić, 2005
      - Eriphiidae MacLeay, 1838
      - Hypothalassiidae Karasawa & Schweitzer, 2006
      - Menippidae Ortmann, 1893
      - Oziidae Dana, 1851
      - Platyxanthidae Guinot, 1977

    - Überfamilie Gecarcinucoidea Rathbun, 1904
      - Gecarcinucidae Rathbun, 1904
        - Kani Kumar, Raj & Ng, 2017
          - Kani maranjandu Kumar, Raj & Ng, 2017

    - Überfamilie Goneplacoidea MacLeay, 1838
      - Acidopsidae Števčić, 2005
      - Carinocarcinoididae Karasawa & Kato, 2003 †
      - Chasmocarcinidae Serène, 1964
      - Conleyidae Števčić, 2005
      - Euryplacidae Stimpson, 1871
      - Goneplacidae MacLeay, 1838
      - Litocheiridae Kinahan, 1856
      - Magyarcarcinidae Domínguez & Ossó, 2016 †
      - Martinocarcinidae Schweitzer, Feldmann & Bonadio, 2009 †
      - Mathildellidae Karasawa & Kato, 2003
      - Progeryonidae Števčić, 2005
      - Scalopidiidae Števčić, 2005
      - Sotoplacidae Castro, Guinot & Ng, 2010
      - Vultocinidae Ng & Manuel-Santos, 2007

    - Überfamilie Hexapodoidea Miers, 1886
      - Hexapodidae Miers, 1886

    - Überfamilie Hymenosomatoidea MacLeay, 1838
      - Falsche Spinnenkrabben (Hymenosomatidae MacLeay, 1838)

    - Überfamilie Leucosioidea Samouelle, 1819
      - Folguerolesiidae Artal & Hyžný, 2016 †
      - Iphiculidae Alcock, 1896
      - Kugelkrabben (Leucosiidae Samouelle, 1819)

    - Überfamilie Majoidea Samouelle, 1819
      - Epialtidae MacLeay, 1838
      - Inachidae MacLeay, 1838
      - Inachoididae Dana, 1851
      - Macrocheiridae Dana, 1851
      - Dreieckskrabben, Seespinnen, Spinnenkrabben, Dekorateurkrabben (Majidae Samouelle, 1819)
      - Mithracidae MacLeay, 1838
      - Oregoniidae Garth, 1958
      - Priscinachidae Breton, 2009 †

    - Überfamilie Montezumelloidea Ossó & Domínguez, 2021 †
      - Montezumellidae Ossó & Domínguez, 2021 †

    - Überfamilie Orithyioidea (Dana, 1852)
      - Orithyiidae Dana, 1852

    - Überfamilie Palicoidea Bouvier, 1898
      - Crossotonotidae Moosa & Serène, 1981
      - Palicidae Bouvier, 1898

    - Überfamilie Parthenopoidea MacLeay, 1838
      - Parthenopidae MacLeay, 1838

    - Überfamilie Pilumnoidea Samouelle, 1819
      - Galenidae Alcock, 1898
      - Wollkrabben (Pilumnidae Samouelle, 1819)
      - Tanaochelidae Ng & Clark, 2000

    - Überfamilie Portunoidea Rafinesque, 1815
      - Brusiniidae Števčić, 1991
      - Carcineretidae Beurlen, 1930 †
      - Carcinidae MacLeay, 1838
      - Catopidae Borradaile, 1902
      - Eogeryonidae Ossó, 2021 †
      - Tiefseekrabben (Geryonidae Colosi, 1924)
      - Litophylacidae Van Straelen, 1936 †
      - Longusorbiidae Karasawa, Schweitzer & Feldmann, 2008 †
      - Nautilocorystidae Ortmann, 1893
      - Ovalipidae Spiridonov, Neretina & Schepetov, 2014
      - Pirimelidae (Alcock, 1899))
      - Polybiidae Paulson, 1875
      - Schwimmkrabben (Portunidae Rafinesque, 1815)
      - Psammocarcinidae Beurlen, 1930 †
      - Thiidae Dana, 1852

    - Überfamilie Potamoidea (Ortmann, 1896)
      - Deckeniidae (Ortmann, 1897)
      - Potamidae (Ortmann, 1896)
      - Potamonautidae (Bott, 1970)
        - Sudanonautes (Bott, 1955)

    - Überfamilie Pseudocarcinoidea Ng & Davie, 2020
      - Pseudocarcinidae Ng & Davie, 2020

    - Überfamilie Pseudothelphusoidea Ortmann, 1893
      - Epiloboceridae Smalley, 1964
      - Pseudothelphusidae Ortmann, 1893

    - Überfamilie Pseudozioidea Alcock, 1898
      - Christmaplacidae Naruse & Ng, 2014
      - Pilumnoididae Guinot & Macpherson, 1987
      - Planopilumnidae Serène, 1984
      - Pseudoziidae Alcock, 1898

    - Überfamilie Retroplumoidea Gill, 1894
      - Archaeopida Karasawa, Kishimoto, Ohara & Ando, 2019 †
      - Binkhorstiidae Van Bakel, Jagt, Fraaije, Guinot, Artal & Goolaerts, 2024 †
      - Retroplumidae Gill, 1894

    - Überfamilie Trapezioidea Miers, 1886
      - Calocarcinidae Števčić, 2005
      - Domeciidae Ortmann, 1893
      - Ectaesthesiidae Ng, Ahyong & Castro, 2023
      - Tetraliidae Castro, Ng & Ahyong, 2004
      - Korallenkrabben (Trapeziidae Miers, 1886)
      - Vicetitrapeziidae Beschin, Busulini & Tessier, 2021 †

    - Überfamilie Trichodactyloidea H. Milne Edwards, 1853
      - Trichodactylidae H. Milne Edwards, 1853

    - Überfamilie Trichopeltarioidea Tavares & Cleva, 2010
      - Trichopeltariidae Tavares & Cleva, 2010

    - Überfamilie Xanthoidea MacLeay, 1838
      - Antrocarcinidae Ng & Chia, 1994
      - Garthiellidae Mendoza & Manuel-Santos, 2012
      - Linnaeoxanthidae Števčić, 2005
      - Nanocassiopidae Števčić, 2013
      - Panopeidae Ortmann, 1893
      - Pseudorhombilidae (Alcock, 1900
      - Rundkrabben (Xanthidae MacLeay, 1838)
        - Lybia H. Milne-Edwards, 1834
          - Lybia tessellata (Latreille in Milbert, 1812)

  - Untersektion Thoracotremata Guinot, 1875
    - Überfamilie Aphanodactyloidea Ahyong & Ng, 2009
      - Aphanodactylidae Ahyong & Ng, 2009

    - Überfamilie Cryptochiroidea Paulson, 1875
      - Gallkrabben (Cryptochiridae Paulson, 1875)

    - Überfamilie Grapsoidea MacLeay, 183
      - Landkrabben (Gecarcinidae MacLeay, 1838)
      - Glyptograpsidae (Schubart, Cuesta & Felder, 2002)
      - Quadratkrabben (Grapsidae MacLeay, 1838)
      - Leptograpsodidae Guinot, Ng & Rodriguez Moreno, 2018
      - Percnidae Števčić, 2005
      - Plagusiidae Dana, 1851
      - Sesarmidae Dana, 1851
      - Varunidae Milne Edwards, 1853
      - Xenograpsidae Ng, Davie, Schubart & Ng, 2007

    - Überfamilie Ocypodoidea Rafinesque, 1815
      - Camptandriidae Stimpson, 1858
      - Dotillidae Stimpson, 1858
      - Heloeciidae H. Milne-Edwards, 1852
      - Macrophthalmidae Dana, 1851
      - Soldatenkrabben (Mictyridae Dana, 1851)
        - Mictyris Latreille, 1806
          - Blaue Soldatenkrabbe (Mictyris longicarpus Latreille, 1806)

      - Ocypodidae Rafinesque, 1815
      - Xenophthalmidae Stimpson, 1858

    - Überfamilie Pinnotheroidea de Haan, 1833
      - Parapinnixidae Števčić, 2005
      - Pinnotheridae de Haan, 1833
      - Tetriasidae Tsang & Naruse, 2023